# Brændekilde Kirke
Brændekilde Kirke ligger i den østlige udkant af landsbyen Brændekilde sydvest for Odense ved landevejen mellem Bellinge og Korup. Kirken ligger i Hjallese Provsti og havde Bellinge Kirke som anneks frem til 1909.
Kirken var ejet af Christoffer Gabel frem til dennes død 1673, men blev først udredt til svigersønnen, Didrik Schult til Christiansdal 1696. Som en del af herregårdens tilliggender solgt Didrik Schults enke, Armgard Sophia von Gabel, kirken 1718 til Kronen, der indlemmede den i det fynske ryttergods. Ved salget af ryttergodset 1765 blev kirken erhvervet af løjtnant Petersen til Bågegård, og efter flere ejerskifter kom kirken 1779 i sognepræsten, Christian Ulrich von Westens eje. Den blev selvejende 1934.

## Bygning
Kirken er opført o. 1515-30 og er en sengotisk langhusbygning af munkesten med en rigt dekoreret korgavl, der inkluderer et messeklokkespir. Langhusets datering er stadfæstet ved dendrokronologiske undersøgelser. Den har efter alt at dømme afløst en ældre, mindre kirke på stedet, for tårnet hører til en ældre byggefase, men er i øvrigt også sengotisk. Dette viser sig blandt andet ved, at dens østlige glamhuller i klokkestokværket delvis dækkes af skibets tagrygning. Af den ældre kirke stammer nok også de få stenkvadre, der er integreret i tårnets sokkel og langhusets sydside. Våbenhuset er tilføjet på langhusets sydside kort efter kirken stod færdig.

## Inventar
Kirkens ældste inventargenstande er dels en pengetavle fra o. 1500, der nu er i Nationalmuseet (inv. nr. D1318), dels den store altertavle fra o. 1500, der muligvis er udført af Martin Radeleff. Begge må altså være anskaffet til den ældre kirke på stedet.
Altertavlen er en traditionel senmiddelalderlig skabsaltertavle med både indre og ydre fløje. I åben stand (første stand) skildrer den Lidelseshistorien, idet midtskabet rummer en simultanfremstilling af Korsnedtagelsen og Begrædelsen, mens fløjene hver rummer tre mindre relieffer, nemlig på nordfløjen: Tilfangetagelsen, Jesus for Pilatus samt Korsvandringen og på sydfløjen: Piskningen, Tornekroningen samt Gravlæggelsen. I tavlens anden stand (med de indre fløje lukkede) ses på de indre fløjes bagsider fire malerier af Jesu fødsel og ungdom, nemlig: Besøgelsen, Jesu Fødsel, Fremstillingen i Templet og Jesus som 12-årig i Templet. De ydre fløje har ligeledes været bemalede, men intet er bevaret. Når altertavlen er helt lukket (tredje stand) har også de ydre fløjes bagsider været bemalede, men der er kun ubetydelige fragmenter af disse. Traditionen og tavlens billedprogram taler dog for, at der har været et maleri af Bebudelsen.
Prædikestolen er et typisk fynsk ungrenæssancearbejde, hvis sirligt udskårne hjørnesøjler, planteornamenter og rigt dekorerede arkadefag viser, at den er udført af samme værksted, som stolene i Korup, Tommerup og Birkende kirker (sidstnævnte dateret 1579). Som Tommerupstolen bæres den af en stolpe udskåret som en mandsbuste.

## Gravminder
På kirkegården ligger konsistorialråd og tidligere sognepræst i Brændekilde (samt kirkeejer) Christian Ulrich von Westen samt den tidligere sognepræst i Brændekilde og senere provst Jens Tang Bollerup begravet. Førstnævnte lod en art krypt indrette op af korets østmur, og stedet er indrammet af et halvcirkulært støbejernsgitter.

## Eksterne kilder og henvisninger
- Brændekilde Kirke hos danmarkskirker.natmus.dk (Danmarks Kirker, Nationalmuseet).
- Brændekilde Kirke Arkiveret 31. januar 2011 hos  Wayback Machine hos nordenskirker.dk
- Brændekilde Kirke hos KortTilKirken.dk